# Артамонов, Константин Филиппович
Константи́н Фили́ппович Артамо́нов (19 декабря 1910, Чарджуй, Бухарский эмират — 24 августа 1986, Москва) — советский учёный в области мелиорации и водного хозяйства, академик ВАСХНИЛ (1972).

## Биография
Родился в Чарджоу (Туркмения).
Окончил Ташкентский институт инженеров ирригации и механизации сельского хозяйства (1937) и аспирантуру Ташкентского института ирригации и механизации сельского хозяйства (1938—1941).
Послужной список:
- 1937—1939 Главный инженера Исфайрам-Шахимарданского системного управления,
- 1939—1940 начальник строительного участка, помощник главного инженера строительства Большого и Северного Ферганских каналовЭ
- 1941—1947 служба в армии, участник войны,
- 1947—1954 научный сотрудник Среднеазиатского НИИ ирригации,
- 1954—1975 начальник лаборатории гидравлики и гидросооружений (1954—1955), заместитель директора по науке (1955—1961), руководитель отдела гидравлики и гидросооружений (1961—1975) Киргизского НИИ водного хозяйства,
- 1975—1983 старший научный сотрудник — консультант ВНИИ комплексной автоматизации мелиоративных систем Всесоюзного научно-производственного объединения «Союзводсистемавтоматика»,
- 1983—1986 старший научный сотрудник-консультант ВНИИ гидротехники и мелиорации им. А. Н. Костякова.

Доктор технических наук (1966), профессор (1968), академик ВАСХНИЛ (1972).
Заслуженный деятель науки Киргизской ССР (1980). Награжден орденом Ленина (1971), орденом Красной Звезды (1943), орденом Отечественной войны I степени (1945), 2 орденами Отечественной войны II степени (1944, 1985), орденом «Знак Почета» (1940), 12 медалями СССР и золотой медалью им. А. Н. Костякова (1982), 3 медалями Польской Народной Республики.
Автор около 100 научных работ, в том числе 5 книг и брошюр:
- Регулировочные сооружения и работы на реках в предгорных районах / АН КиргССР. Гидротехн. лаб. — Фрунзе, 1957. — 170 с.
- Автоматические вододействующие затворы. — Фрунзе: Изд-во МСХ КиргССР, 1961. — 6 с.
- Регулировочные сооружения при водозаборе на реках в предгорных районах / АН КиргССР. Ин-т энергетики и вод. хоз-ва. — Фрунзе: Изд-во АН КиргССР, 1963. — 344 с.
- Методические указания по расчету устойчивых аллювиальных русел горных рек при проектировании гидротехнических сооружений. — М., 1972. — 64 с.
- Инструкция по проектированию отстойников и наносоперехватывающих сооружений для оросительных систем: ВСН-П-15-77: Утв. Минводхозом 14.03.77 / соавт.: С. Х. Абальянц и др.; М-во мелиорации и вод. хоз-ва СССР. — М., 1977. — 31 с.